# (36064) 1999 RR47
1999 RR47 (asteroide 36064) é um asteroide da cintura principal. Possui uma excentricidade de 0.15953790 e uma inclinação de 3.93303º.
Este asteroide foi descoberto no dia 7 de setembro de 1999 por LINEAR em Socorro.